# Tréouergat
Tréouergat település Franciaországban, Finistère megyében. Lakosainak száma 325 fő (2022. január 1.). Tréouergat Lanrivoaré, Plouguin, Plourin és Milizac-Guipronvel községekkel határos.

## Népesség
A település népessége az elmúlt években az alábbi módon változott:
| Lakosok száma | 256  | 267  | 263  | 224  | 319  | 330  | 341  | 333  | 329  | 325  |
|               | 1968 | 1982 | 1990 | 2006 | 2013 | 2015 | 2017 | 2019 | 2020 | 2022 |